# Leszek Małczak
Leszek Bogdan Małczak (ur. 1971 w Lublińcu) – polski kroatysta, dr hab. nauk humanistycznych w zakresie literaturoznawstwa.

## Życiorys
Studia magisterskie ukończył na Wydziale Filologicznym Uniwersytetu Śląskiego. W 2000 uzyskał stopień doktora nauk humanistycznych na podstawie rozprawy: Wiatr w literaturze chorwackiej. W 2013 roku jako rozprawę habilitacyjną opublikował książkę Croatica - literatura i kultura chorwacka w Polsce w latach 1944–1989.  Adiunkt w Zakładzie Teorii Literatury i Translacji, obecnie pełni funkcję zastępcy dyrektora Instytutu Filologii Słowiańskiej UŚ ds. kształcenia.
W swojej pracy naukowej zajmuje się głównie literaturą i kulturą chorwacką. 
Współorganizuje liczne wydarzenia kulturalne promujące kulturę Chorwacji w Polsce m.in. Dni Kultury Chorwackiej (Katowice-Sosnowiec 2010, 2012, 2013, 2015 r.). 
Opublikował między innymi monografię pt. Wiatr w literaturze chorwackiej. O figurze literackiej wiatru w XIX- i XX-wiecznym piśmiennictwie chorwackim strefy śródziemnomorskiej (2004); jest pomysłodawcą i jednym z redaktorów wyboru współczesnego dramatu serbskiego Serbska ruletka (2011) oraz wyboru współczesnego dramatu chorwackiego Kroatywni (2012). Opublikował kilkadziesiąt artykułów naukowych w kraju i za granicą. Jest redaktorem wydawnictwa ciągłego „Przekłady Literatur Słowiańskich”.

## Wybrane publikacje

### Książki
- Wiatr w literaturze chorwackiej. O figurze literackiej wiatru w XIX- i XX-wiecznym piśmiennictwie chorwackim strefy śródziemnomorskiej. Poznań, Wydawnictwo Naukowe UAM, 2004, s. 204.
- Croatica. Literatura i kultura chorwacka w Polsce w latach 1944–1989. Część 1 i 2. Katowice, Wydawnictwo Uniwersytetu Śląskiego, 2013, s. 872.
- Chorwacja lat siedemdziesiątych XX wieku. Kultura-język-literatura. Red. Leszek Małczak, Paulina Pycia. Katowice, Uniwersytet Śląski, Wydawnictwo Gnome, 2010, s. 164
- Chorwacja lat osiemdziesiątych XX wieku. Kultura-język-literatura. Red. Leszek Małczak, Paulina Pycia, Anna Ruttar. Katowice, Uniwersytet Śląski, Wydawnictwo Gnome, 2011, s. 245.

### Tłumaczenia
- Nagie miasto. Antologia chorwackiego krótkiego opowiadania. Autor wstępu i wyboru K. Bagić. Opieka merytoryczna, konsultacja językowa i współpraca redakcyjna wydania polskiego L. Małczak. Konsultacja chorwackiej wersji językowej S. Skenžić. Katowice, Wydawnictwo Uniwersytetu Śląskiego, 2009.
- Mićanović Miroslav: Prom. Wstęp Miroslav Mićanović. Tłum. L. Małczak. Współpraca przy redakcji wydania polskiego L. Małczak. Katowice, Wydawnictwo Uniwersytetu Śląskiego, 2011.
- Asja Srnec-Todorović: Martwe wesele. Tłum. Agnieszka Cielesta, Leszek Małczak. Teatr Barakah. Kraków. Reżyseria Anna Nowicka. Premiera 9.11.2012.
- Kroatywni. Dramat chorwacki po 1990 roku. Wybór tekstów. Wstęp Leo Rafolt. Posłowie Leszek Małczak. Red. K. Majdzik, L. Małczak, A. Ruttar. Współpraca redakcyjna M. Stanisz. T. 1. Katowice, Wydawnictwo Uniwersytetu Śląskiego, 2012.